# Oropeza
Oropeza é uma província da Bolívia localizada no departamento de Chuquisaca, sua capital é a cidade de Sucre.